# Stenohelia concinna
Stenohelia concinna är en nässeldjursart som beskrevs av Hilbrand Boschma 1964 . Stenohelia concinna ingår i släktet Stenohelia och familjen Stylasteridae. Inga underarter finns listade i Catalogue of Life.